# Liste der FFH-Gebiete im Landkreis Augsburg
Die Liste der FFH-Gebiete im Landkreis Augsburg zeigt die FFH-Gebiete des schwäbischen Landkreises Augsburg in Bayern. Teilweise überschneiden sie sich mit bestehenden Natur-, Landschaftsschutz- und EU-Vogelschutzgebieten.
Im Landkreis befinden sich acht und zum Teil mit anderen Landkreisen überlappende FFH-Gebiete.
| Dinkelscherbener Moor                                      |    | 7629-372 WDPA: 555521984 | Landkreis Augsburg                                                           |                  | ⊙ | 50,02    |  |
| Fledermausquartiere im Landkreis Augsburg                  |    | 7430-301 WDPA: 555521930 | Landkreis Augsburg                                                           |                  | ⊙ | 0,00     |  |
| Lech zwischen Landsberg und Königsbrunn mit Auen und Leite |    | 7631-372 WDPA: 555521987 | Landkreis Landsberg am Lech, Landkreis Augsburg, Landkreis Aichach-Friedberg | auch in Augsburg | ⊙ | 2.502,03 |  |
| Lechauen nördlich Augsburg                                 |    | 7431-301 WDPA: 555521931 | Augsburg, Landkreis Aichach-Friedberg, Landkreis Augsburg                    |                  | ⊙ | 401,00   |  |
| Lechleite zwischen Friedberg und Thierhaupten              |    | 7531-372 WDPA: 555521964 | Landkreis Aichach-Friedberg, Landkreis Augsburg                              |                  | ⊙ | 88,53    |  |
| Lützelburger Lehmgrube                                     | BW | 7530-301 WDPA: 555521962 | Landkreis Augsburg                                                           |                  | ⊙ | 6,00     |  |
| Schmuttertal                                               |    | 7630-371 WDPA: 555521985 | Landkreis Augsburg                                                           |                  | ⊙ | 899,33   |  |
| Zusamtal von Ziemetshausen bis Schönebach                  | BW | 7629-371 WDPA: 555521983 | Landkreis Augsburg, Landkreis Günzburg                                       |                  | ⊙ | 344,12   |  |
| Legende für Fauna-Flora-Habitat                            |    |                          |                                                                              |                  |   |          |  |